# 카터 (영화)
"카터"(영어: Carter)는 2022년 공개된 대한민국의 액션 영화이다. 정병길이 감독과 공동 각본을 맡았다.